# 레일로드 (펜실베이니아주)

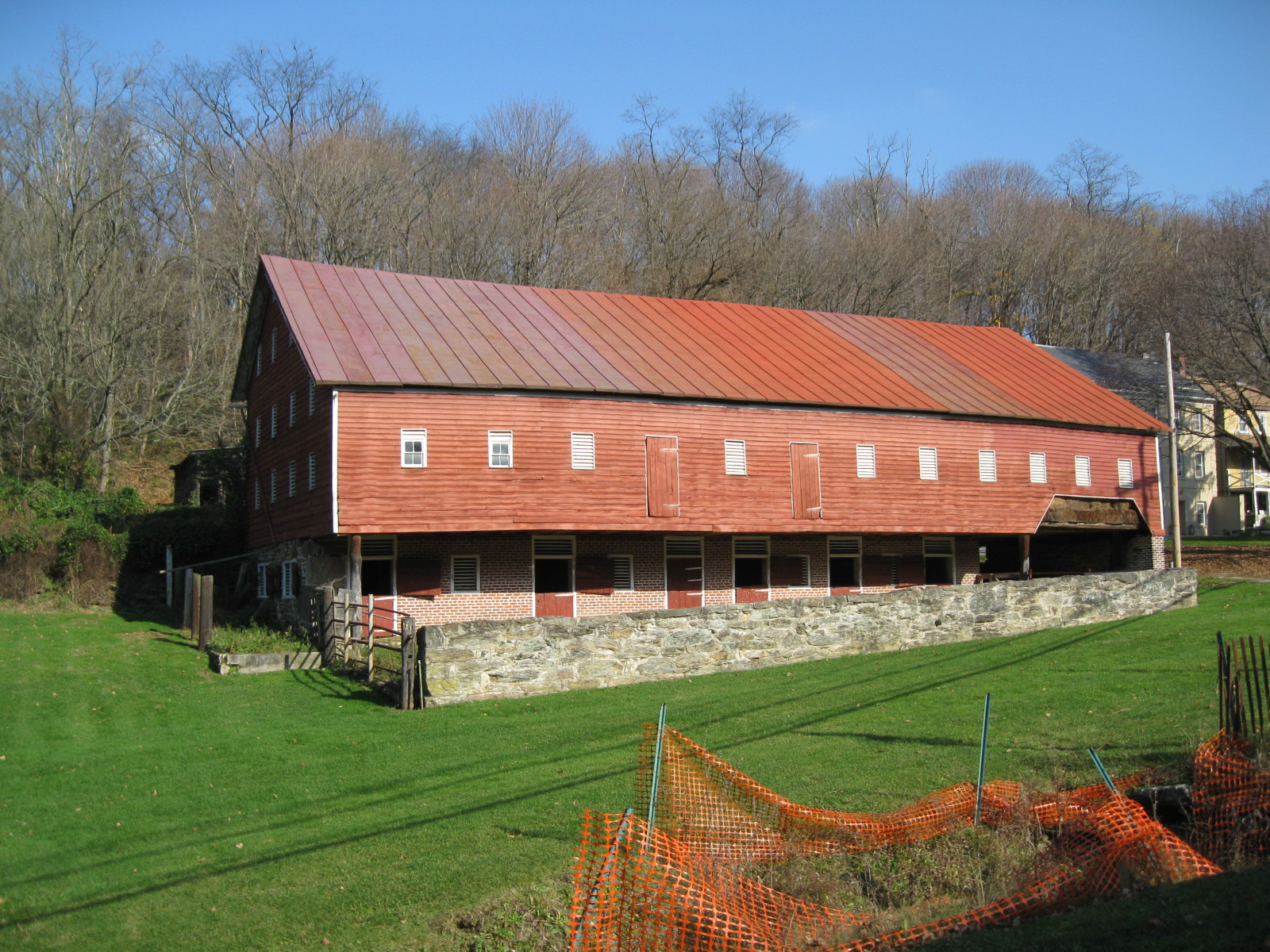

레일로드(railroad)는 미국 펜실베이니아주 요크군의 버러이다. 인구 수는 2010년 인구 조사 기준으로 278명이다.
볼티모어, 해리스버그를 연결하기 위해 건설된 노던세트럴레일웨이를 보유하고 있다. 레일로드 버러 역사지구는 1984년 미국 국립사적지에 등재되었다.

## 인구
| 인구조사    | 인구 | Note  | %±     |
| ----------- | ---- | ----- | ------ |
| 1880년      | 220  |       | —      |
| 1890년      | 201  |       | −8.6%  |
| 1900년      | 213  |       | 6.0%   |
| 1910년      | 308  |       | 44.6%  |
| 1920년      | 310  |       | 0.6%   |
| 1930년      | 268  |       | −13.5% |
| 1940년      | 279  |       | 4.1%   |
| 1950년      | 300  |       | 7.5%   |
| 1960년      | 273  |       | −9.0%  |
| 1970년      | 308  |       | 12.8%  |
| 1980년      | 272  |       | −11.7% |
| 1990년      | 317  |       | 16.5%  |
| 2000년      | 300  |       | −5.4%  |
| 2010년      | 278  |       | −7.3%  |
| 2019 (추산) | 280  | [ 3 ] | 0.7%   |
| 출처:       |      |       |        |